# Moritz Lanegger
Moritz Lanegger (29 de marzo de 1990, Graz) es un jugador de baloncesto profesional de nacionalidad austríaco e internacional con dicha selección. Mide 1,91 metros y ocupa la posición de base. Actualmente es jugador del Vienna Timberwolves.

## Biografía
Lanegger es un base que ha jugado en diversos equipos de la primera división austriaca, como los Kapfenberg Bulls, Xion Dukes o los Güssing Knights, donde ha conseguido algunos títulos nacionales como la Copa de Austria.
Comenzó la temporada 2017-18, compitiendo en la primera división inglesa con los London Lions, equipo donde promedió 3’6 puntos, 3’1 rebotes y 3’9 asistencias en poco más de 18 minutos por encuentro.
En febrero de 2018, el base austríaco firma por el Palma Air Europa hasta el final de la temporada.